# Вете
Вете (суах. і англ. Wete) — місто в Танзанії, на острові Пемба, адміністративний центр області Пемба Північна та однойменного округу в її складі. 2013 року населення міста орієнтовно становило 29 606 жителів.

## Географія

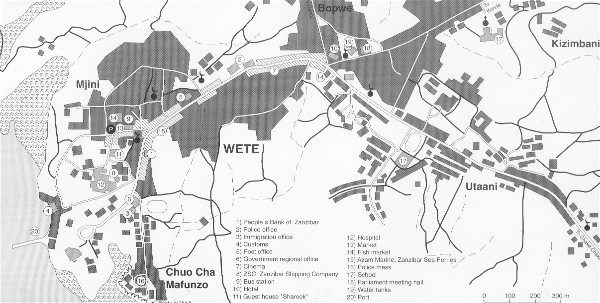
Мапа міста Вете

Розташоване на заході північної частини острова. 
На південний захід від гавані Вете, на відстані приблизно 1 км, є невеличкий острів Матамбве з руїнами середньовічного міста народності Ширазі.
Гавань біля Вете була головними морськими воротами Пемби; однак останнім часом це її значення у більшості випадків перебрало на себе місто Мкоані.

## Клімат
Місто розташоване в зоні, котра характеризується мусонним кліматом. Найтепліший місяць — лютий із середньою температурою 28.3 °C (83 °F). Найхолодніший місяць — липень, із середньою температурою 23.3 °С (74 °F).
| Клімат Вете             | Клімат Вете | Клімат Вете | Клімат Вете | Клімат Вете | Клімат Вете | Клімат Вете | Клімат Вете | Клімат Вете | Клімат Вете | Клімат Вете | Клімат Вете | Клімат Вете | Клімат Вете |
| Показник                | Січ.        | Лют.        | Бер.        | Квіт.       | Трав.       | Черв.       | Лип.        | Серп.       | Вер.        | Жовт.       | Лист.       | Груд.       | Рік         |
| Середній максимум, °C   | 31,1        | 32,2        | 31,1        | 31,1        | 30          | 28,9        | 27,8        | 28,9        | 30          | 31,1        | 31,1        | 32,2        | 30,5        |
| Середня температура, °C | 27,8        | 28,3        | 27,2        | 27,2        | 25,6        | 23,9        | 23,3        | 24,4        | 25          | 26,7        | 27,2        | 28,3        | 26,3        |
| Середній мінімум, °C    | 23,9        | 23,9        | 22,8        | 22,8        | 21,1        | 18,9        | 18,9        | 20          | 20          | 22,2        | 22,8        | 23,9        | 21,8        |
| Норма опадів, мм        | 180         | 172         | 201         | 122         | 28          | 17          | 14          | 6           | 4           | 9           | 42          | 135         | 930         |
| Днів з опадами          | 16          | 14          | 16          | 12          | 4           | 3           | 3           | 2           | 1           | 3           | 6           | 12          | 92          |
| ----------------------- | ----------- | ----------- | ----------- | ----------- | ----------- | ----------- | ----------- | ----------- | ----------- | ----------- | ----------- | ----------- | ----------- |
| Джерело: Weatherbase    |             |             |             |             |             |             |             |             |             |             |             |             |             |